# Teresa Frassinetti
Teresa Frassinetti (* 24. Dezember 1985 in Genua) ist eine ehemalige italienische Wasserballspielerin. Sie war Olympiazweite 2016, Weltmeisterschaftsdritte 2015, Europameisterschaftszweite 2006, Europameisterin 2012 und Europameisterschaftsdritte 2016.

## Sportliche Karriere
Die 1,78 Meter große Frassinetti spielte von 2005 bis 2017 in der italienischen Nationalmannschaft.
2005 bei der Weltmeisterschaft in Montreal belegte die italienische Mannschaft den siebten Platz, nachdem sie im Viertelfinale gegen die Russinnen verloren hatte. Bei der Europameisterschaft 2006 bezwangen die Italienerinnen im Halbfinale die Spanierinnen mit 15:10. Im Finale unterlagen sie den Russinnen mit 10:12. 2007 bei der Weltmeisterschaft in Montreal verloren die Australierinnen im Viertelfinale gegen die australische Mannschaft und erkämpften in den Platzierungsspielen den fünften Rang. Bei den Olympischen Spielen 2008 in Peking unterlagen die Italienerinnen im Viertelfinale den Niederländerinnen mit 11:13 und belegten letztlich den sechsten Platz. Frassinetti war in allen fünf Spielen dabei, ihr einziges Tor erzielte sie im Spiel gegen die Niederländerinnen.
2009 unterlagen die Italienerinnen im Achtelfinale der Weltmeisterschaft in Rom den Griechinnen, am Ende belegte die Mannschaft den neunten Platz. Frassinetti warf im Verlauf des Turniers drei Tore. 2011 bei der Weltmeisterschaft in Shanghai verloren die Italienerinnen im Halbfinale mit 11:14 gegen die Griechinnen. Im Spiel um den dritten Platz unterlagen sie den Russinnen mit 7:8. Anfang 2012 bei der Europameisterschaft 2012 in Eindhoven belegten die Italienerinnen in der Vorrunde den zweiten Platz hinter den Griechinnen. Im Viertelfinale besiegten sie die Niederländerinnen nach Penaltyschießen. Nach einem 13:12-Halbfinalsieg über die Russinnen trafen die Italienerinnen im Finale wieder auf die Griechinnen und gewannen mit 13:10. Bei den Olympischen Spielen 2012 in London unterlagen die Italienerinnen im Viertelfinale der Mannschaft aus den Vereinigten Staaten und belegten am Ende den siebten Platz. Frassinetti warf insgesamt drei Tore.
2013 unterlagen die Italienerinnen bei der Weltmeisterschaft in Barcelona im Achtelfinale der griechischen Mannschaft nach Penaltyschießen. Frassinetti hatte in der Vorrunde ein Tor erzielt. Im Jahr darauf bei der Europameisterschaft 2014 in Budapest verloren die Italienerinnen im Halbfinale gegen die Niederländerinnen nach Penaltyschießen. Im Spiel um den dritten Platz unterlagen die Italienerinnen den Ungarinnen mit 9:10. Frassinetti erzielte einen Treffer. 2015 bei der Weltmeisterschaft in Kasan gewannen die Italienerinnen im Viertelfinale mit 9:6 gegen die Griechinnen. Nach einer Halbfinalniederlage gegen die Niederländerinnen im Penaltyschießen trafen die Italienerinnen im Spiel um den dritten Platz auf die Australierinnen und siegten nach Penaltyschießen. Frassinetti warf ihr einziges Tor in der Vorrunde.
Anfang 2016 fand in Belgrad die Europameisterschaft statt. Die Italienerinnen unterlagen im Halbfinale den Ungarinnen, gewannen aber das Spiel um den dritten Platz mit 10:9 gegen die Spanierinnen. Bei den Olympischen Spielen 2016 in Rio de Janeiro gewannen die Italienerinnen ihre Vorrundengruppe, wobei Frassinetti eins der 27 Tore warf. Beim Viertelfinalsieg gegen die Chinesinnen warf sie ein Tor, im Halbfinale beim 12:9 gegen die Russinnen traf sie nicht. Im Finale siegte das Team aus den Vereinigten Staaten mit 12:5.
Im Verein spielte Frassinetti bis 2010 bei Fiorentina Waterpolo. 2011/12 war sie bei Pro Recco und 2010/11 sowie von 2012 bis 2014 bei Rapallo Pallanuoto. Mit jedem dieser drei Vereine gewann sie einen italienischen Meistertitel. Von 2014 bis 2017 trat sie für AS Bogliasco an.